# Museu e Galeria de Arte de Kelvingrove
O Museu e Galeria de Arte de Kelvingrove é um museu e galeria de arte em Glasgow, na Escócia. O edifício abriga uma das grandes colecções europeias sobre arte cívica. Desde a sua renovação em 2003-2006, o museu tem sido a mais popular atracção gratuita na Escócia. É o museu mais visitado no Reino Unido fora de Londres.
Está localizado na Argyle Street, no West End da cidade, nas margens do rio Kelvin. É adjacente ao Kelvingrove Park e está situado imediatamente abaixo do principal campo da Universidade de Glasgow em Gilmorehill.

## Colecções
As colecções do museu, vieram principalmente das Galerias McLellan e da antiga Casa Museu Kelvingrove em Kelvingrove Park. Tem uma das melhores colecções de armas e armaduras do mundo e uma colecção vasta sobre história natural. A colecção de arte inclui muitas obras importantes de arte Europeia, incluindo obras de grandes mestres impressionistas franceses, da Renascença Holandesa, Coloristas escoceses e proponentes da escola de Glasgow.
O museu abriga a pintura "Cristo de São João da Cruz", de Salvador Dalí. Os direitos de autor deste quadro foram comprados pelo reitor do museu, após uma reunião com o próprio Dalí. Por um período entre 1993 e 2006, o quadro foi transferido para o St Mungo Museu de Arte e Vida Religiosa, devido às obras de restauração.

## Galeria

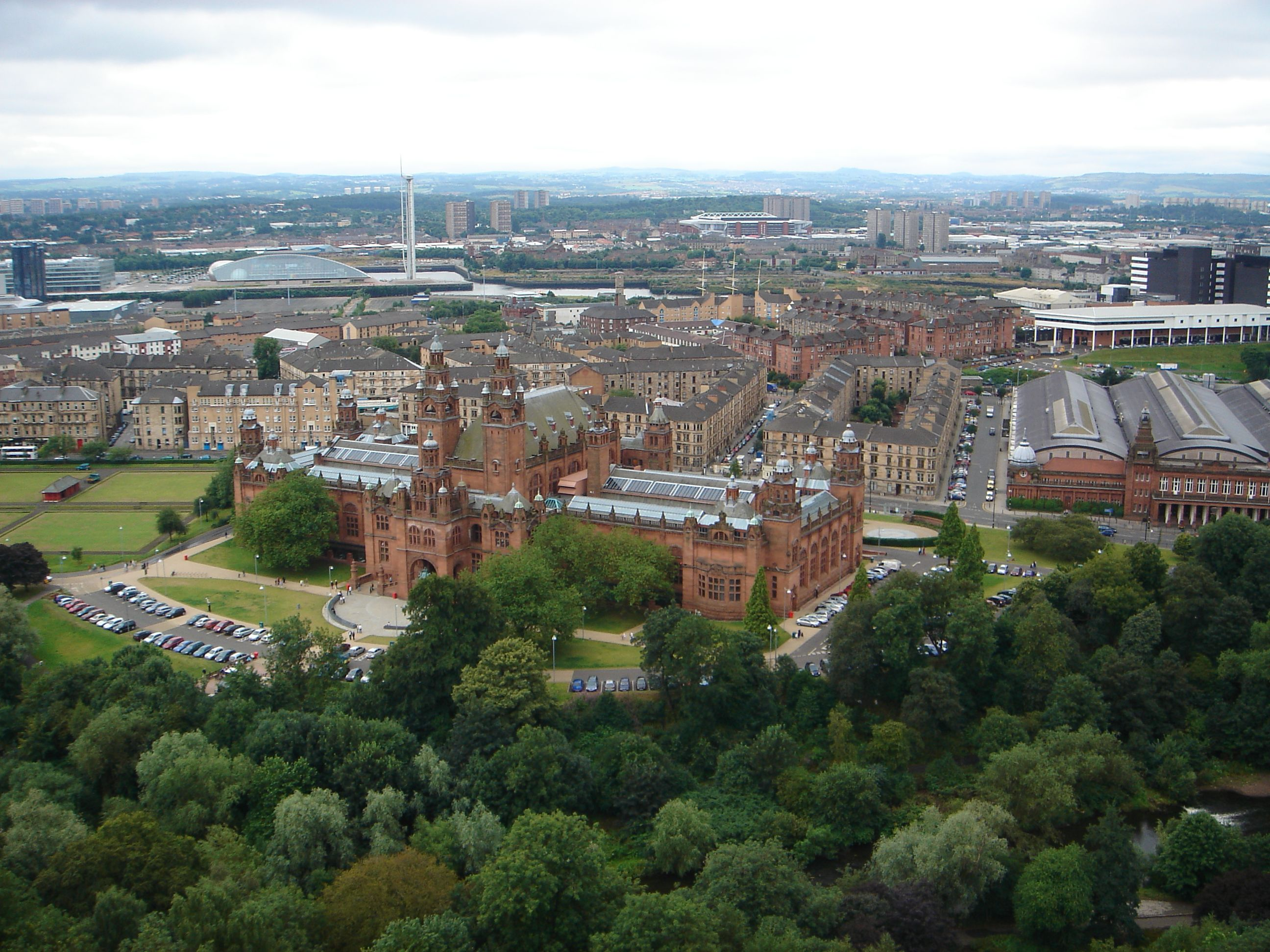
Vista da torre da Universidade de Glasgow.
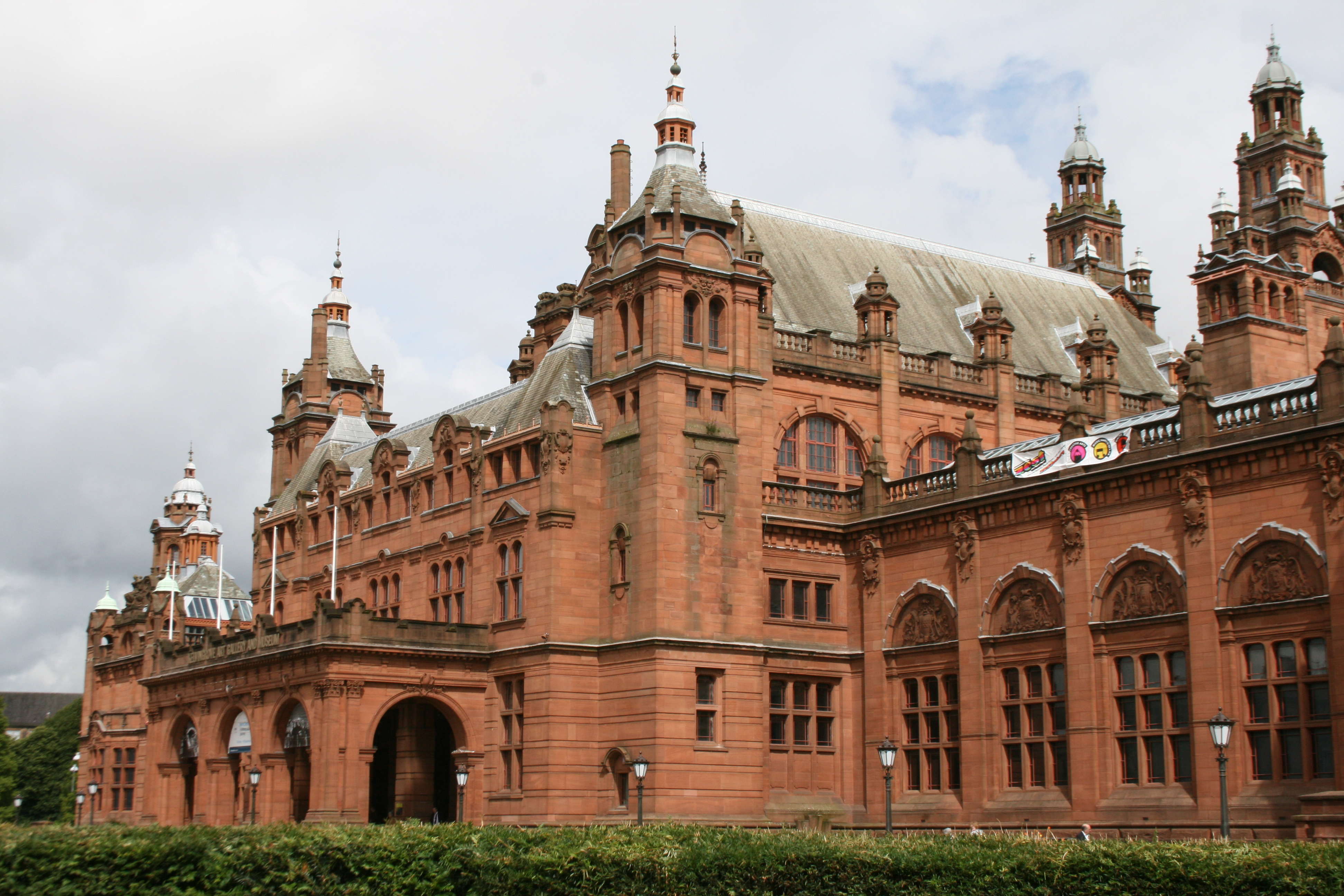
Entrada principal
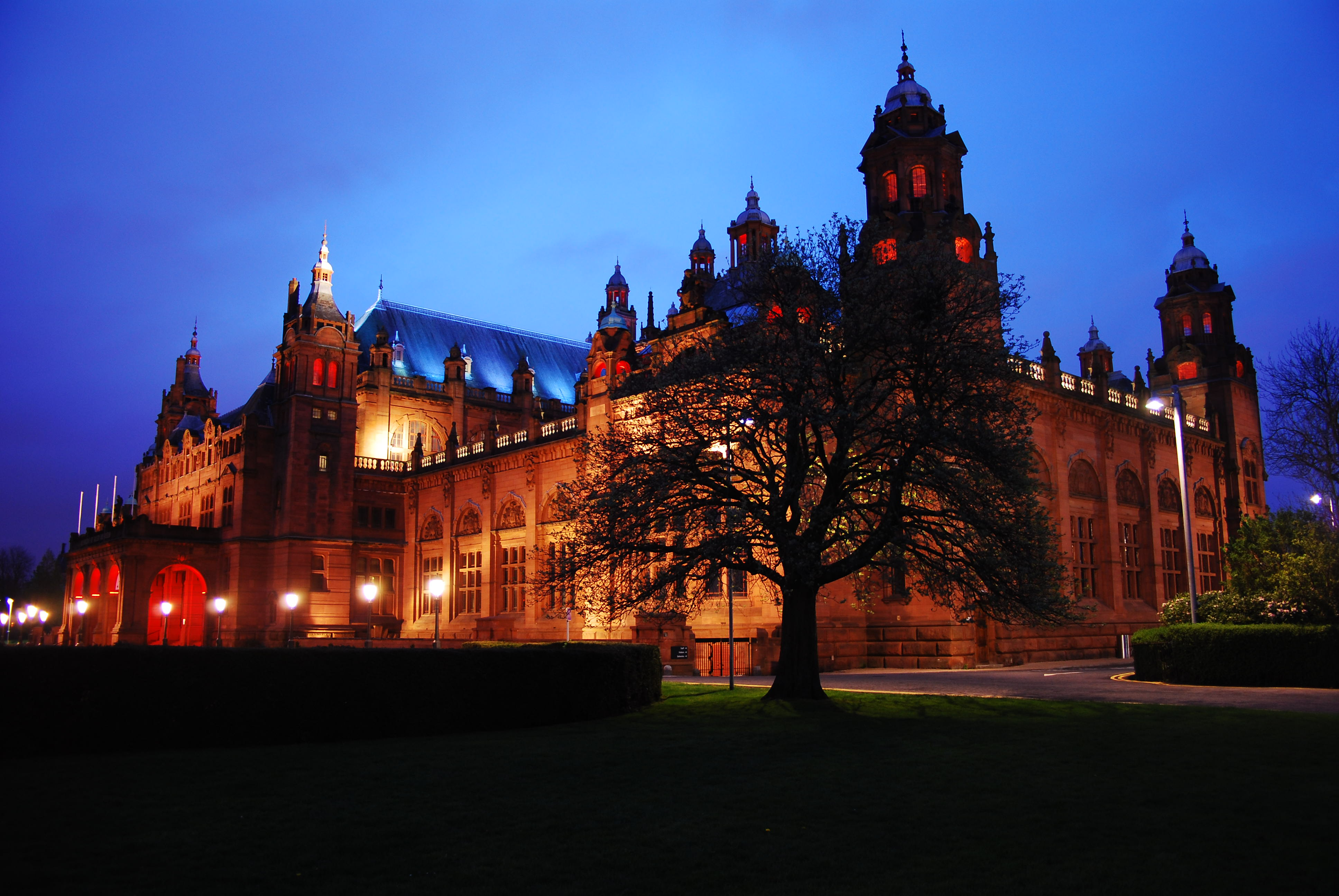
À noite.
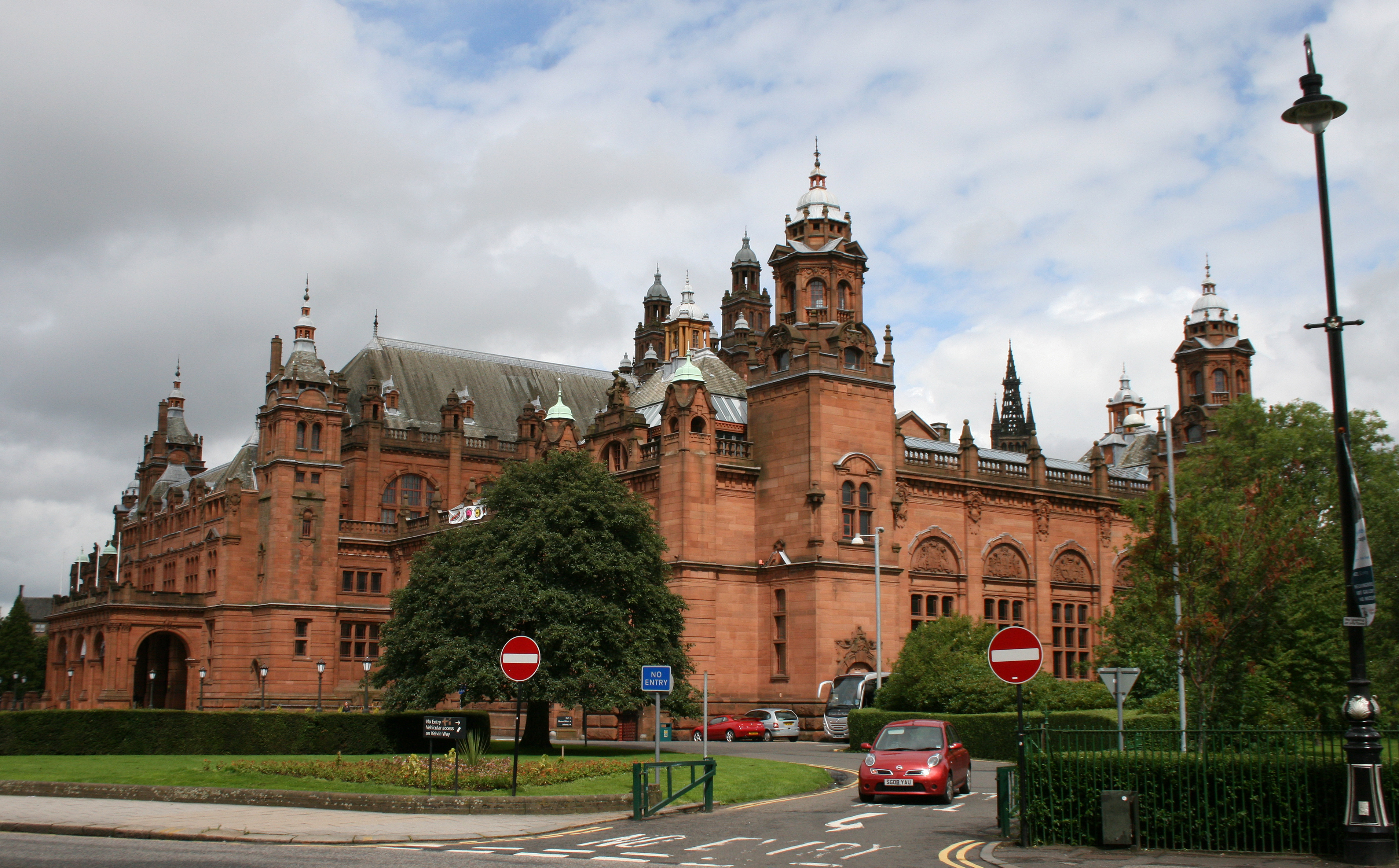

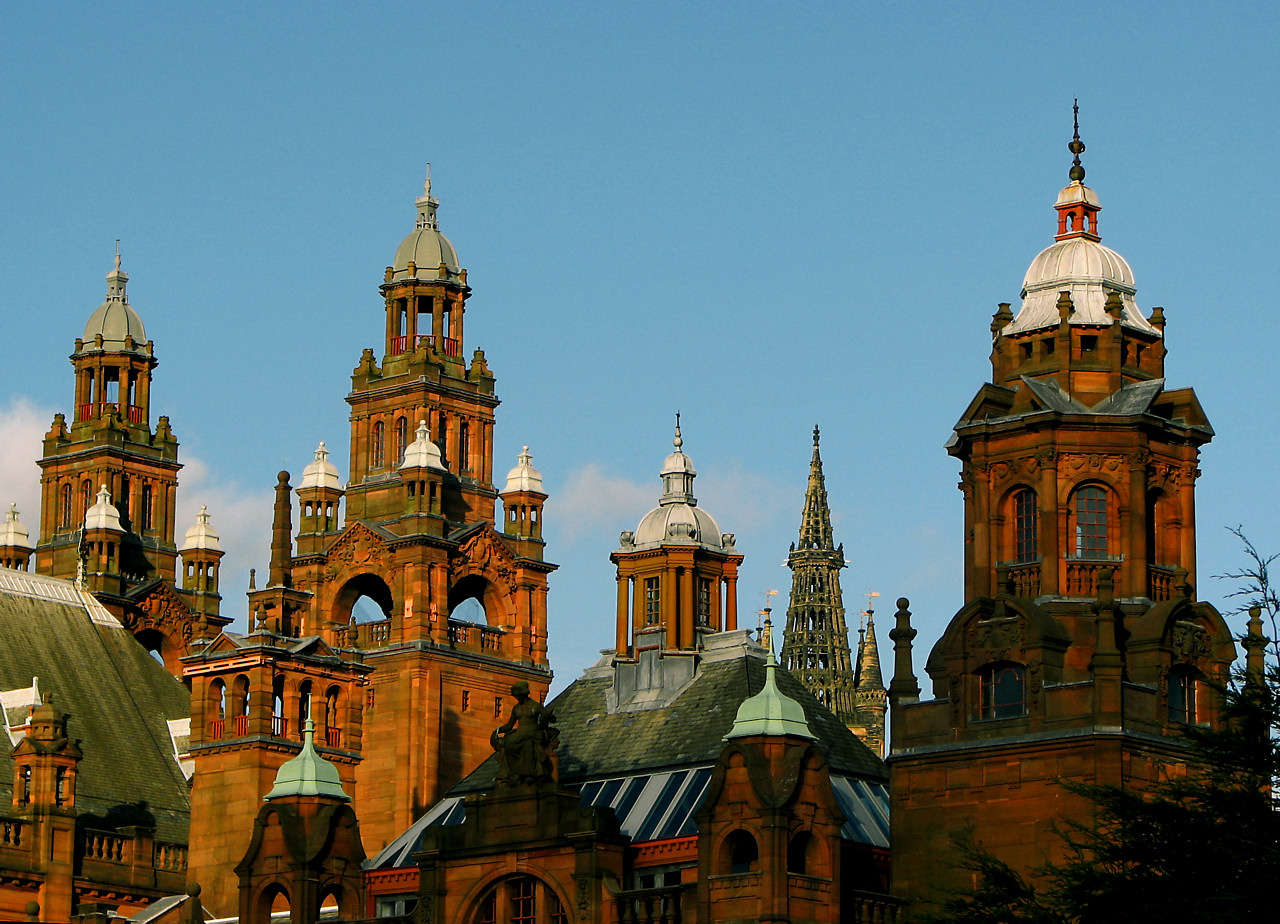
As torres do museu.
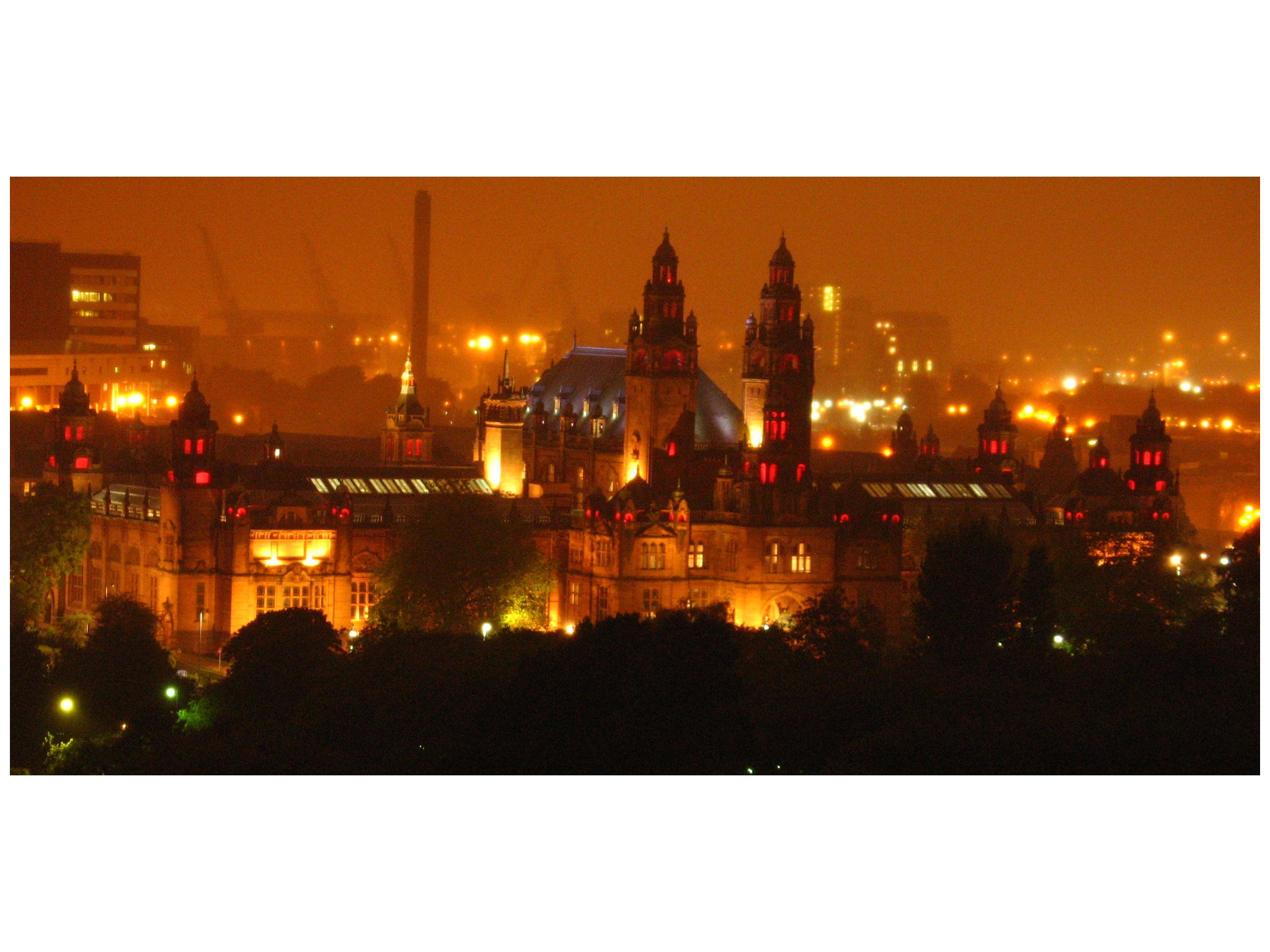
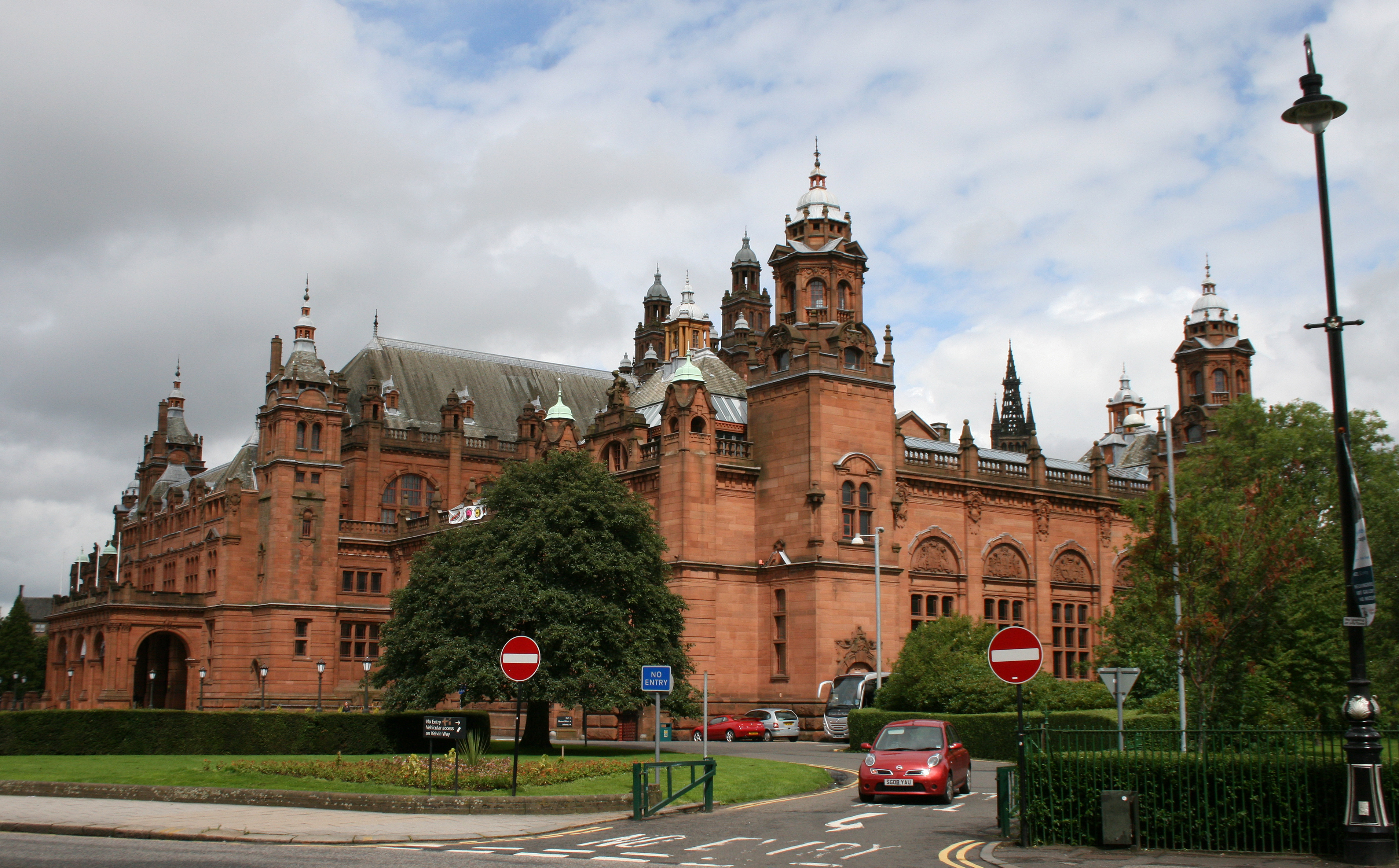
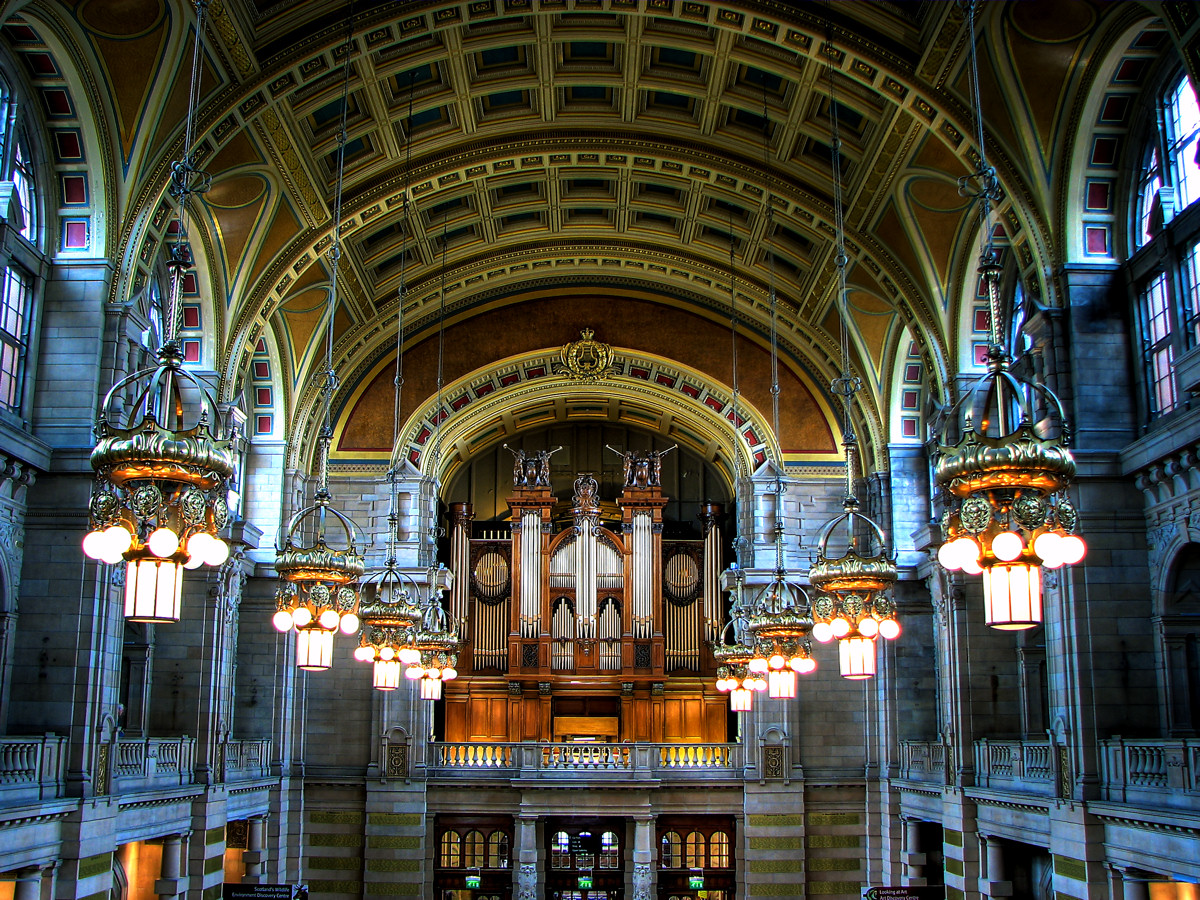
Hall central com o orgão (ao fundo).

### Exposições/Obras do Museu

"Cristo de São João da Cruz" de Salvador Dalí
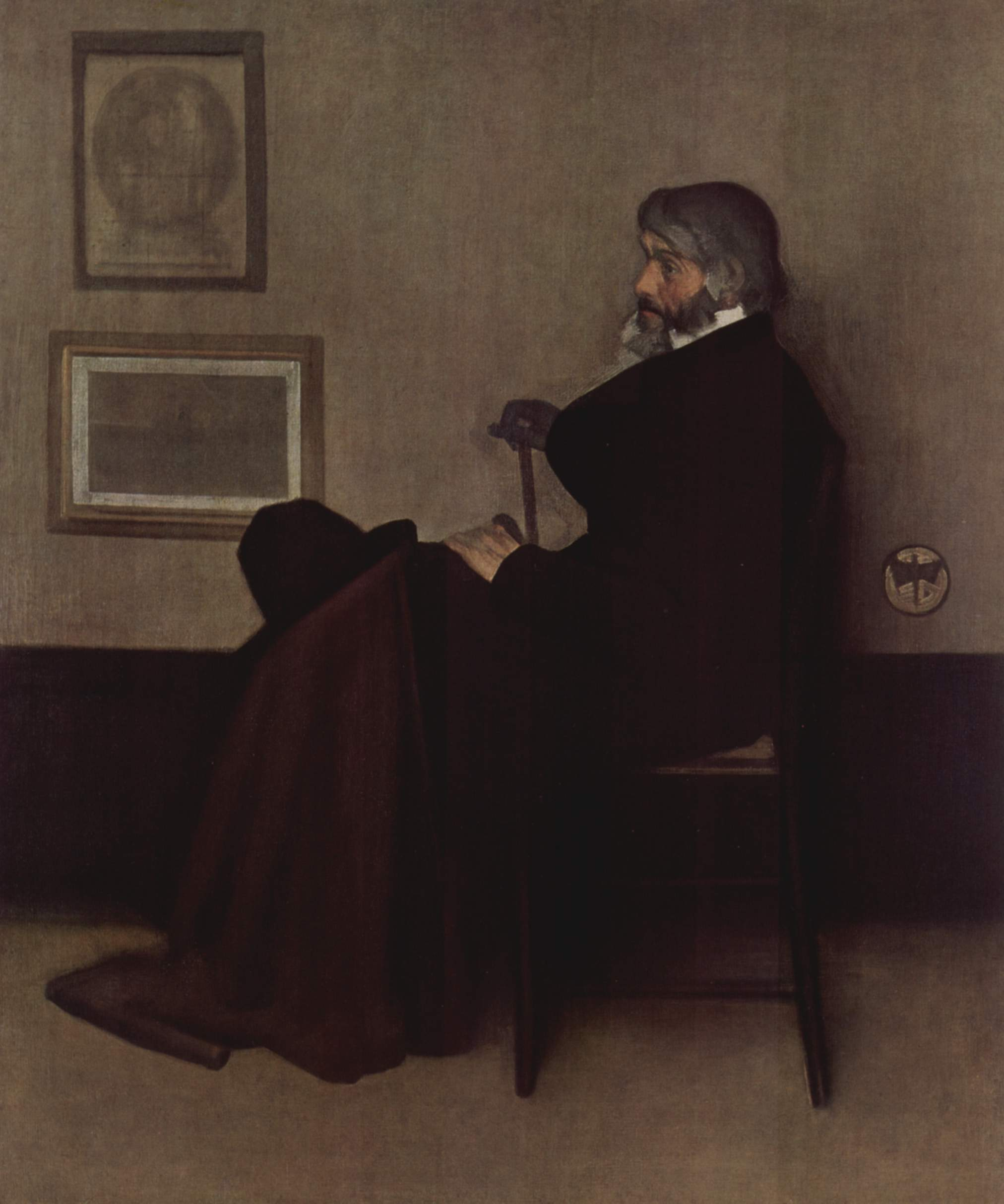
"Arranjo em Cinza e preto, n º 2" de James Abbot McNeill Whistler.
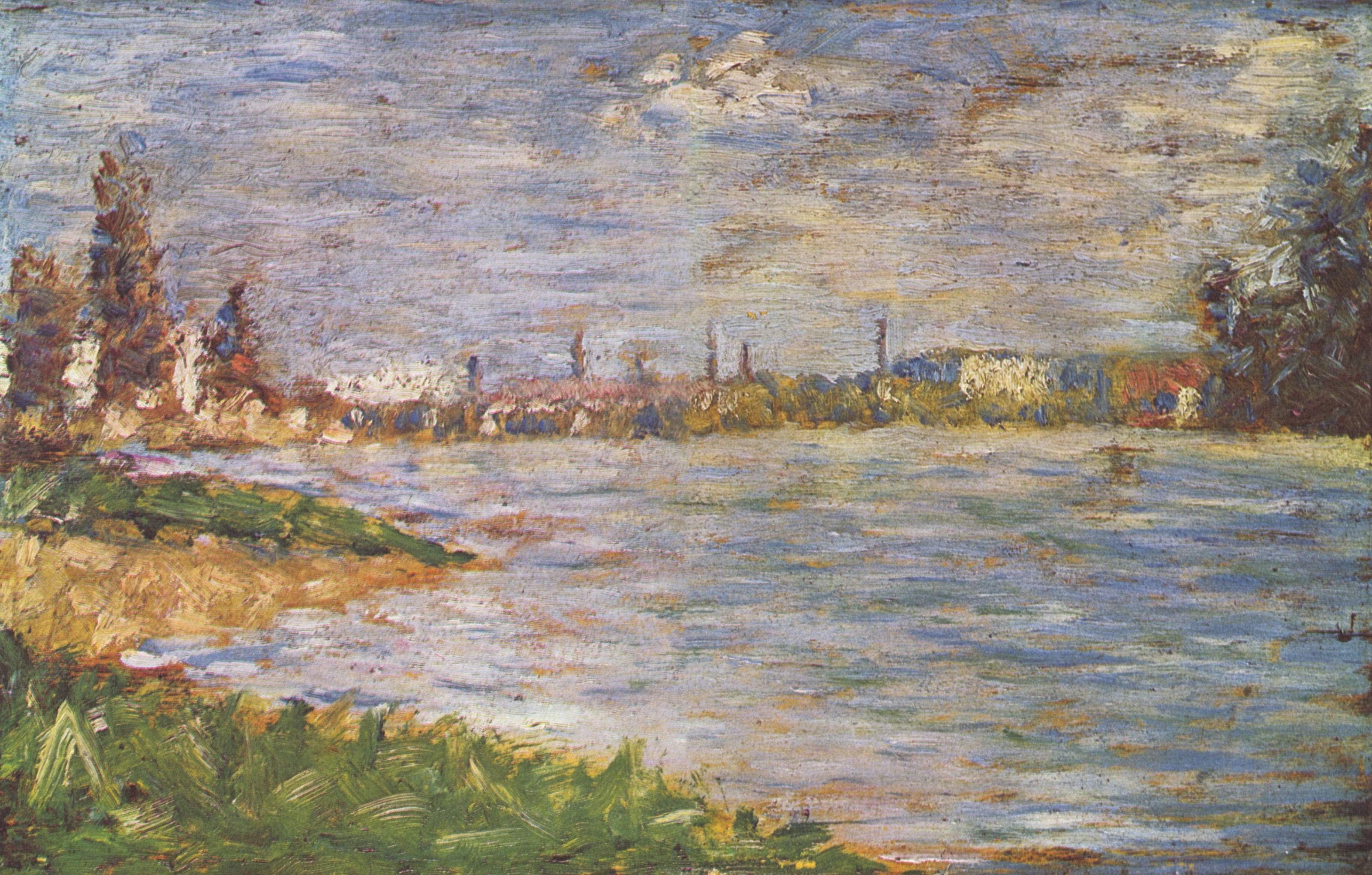
"Les deux banques" de Georges Seurat.
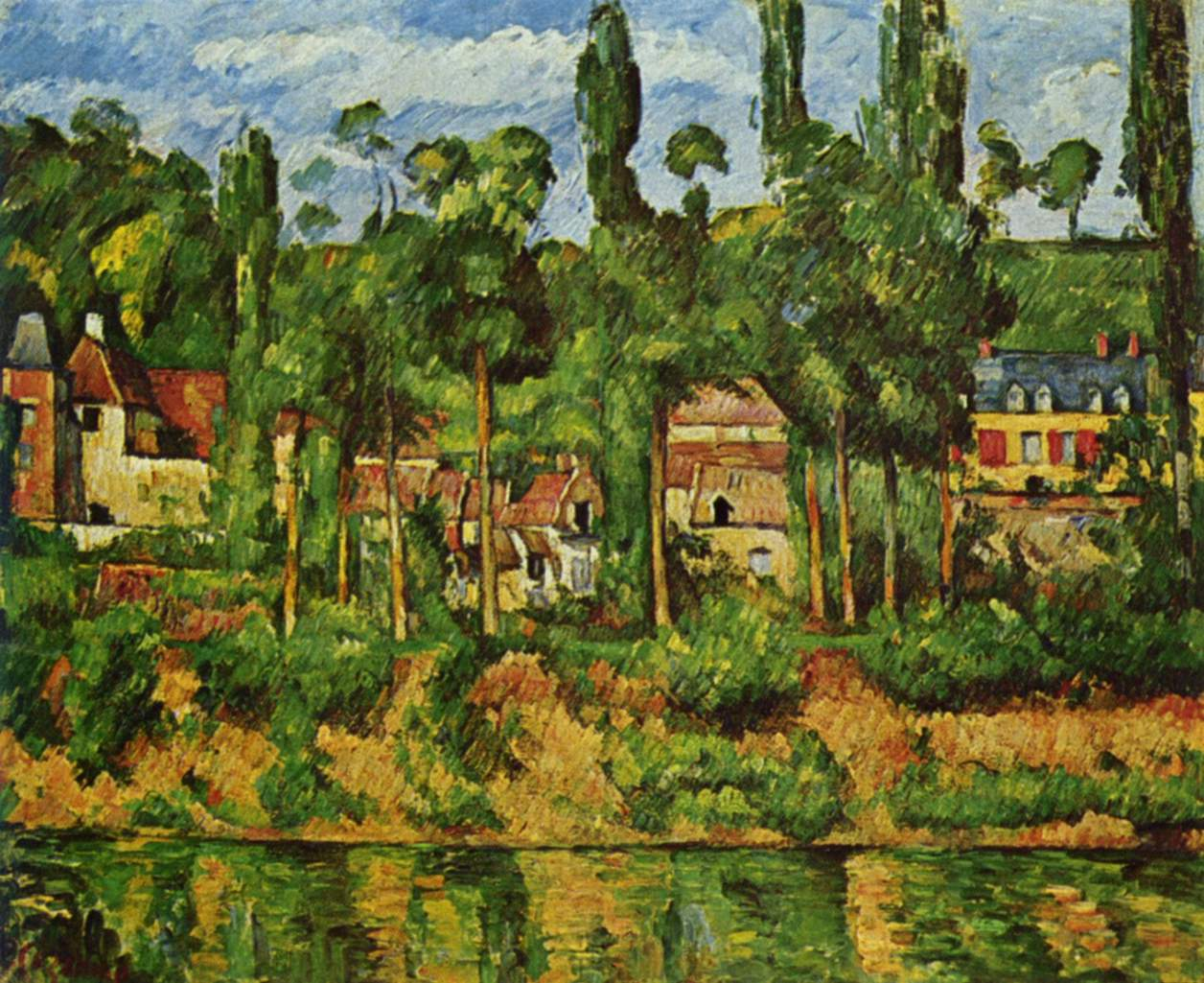
"Château de Médan" de Paul Cézanne.
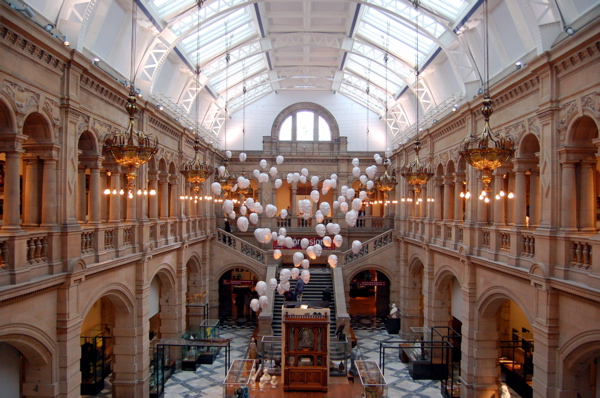
A Exposição "Cabeças Penduradas", em exibição no museu.